# هجار (حبيش)

تعديل مصدري - تعديل

هجار هي إحدى قرى عزلة بني الضاحتين بمديرية حبيش التابعة لمحافظة إب، بلغ تعداد سكانها 1183 نسمة حسب تعداد اليمن لعام 2004.